# Самака
Самака (исп. Samacá) — город и муниципалитет в центральной части Колумбии, на территории департамента Бояка. Входит в состав Центральной провинции.

## История
Поселение, из которого позднее вырос город, было основано в 1556 году.

## Географическое положение

Муниципалитет Самака

Город расположен на западе центральной части департамента, в гористой местности Восточной Кордильеры, на расстоянии приблизительно 12 километров к западу-юго-западу (WSW) от города Тунха, административного центра департамента. Абсолютная высота — 2601 метр над уровнем моря.
Муниципалитет Самака граничит на северо-востоке с территориями муниципалитетов Сора и Кукайта, на востоке — с муниципалитетом Тунха, на юго-востоке — с муниципалитетом Вентакемада, на западе — с муниципалитетом Ракира, на северо-западе — с муниципалитетом Сачика, на юго-западе — с территорией департамента Кундинамарка. Площадь муниципалитета составляет 173 км².

## Население
По данным Национального административного департамента статистики Колумбии, совокупная численность населения города и муниципалитета в 2015 году составляла 19 907 человек.
Динамика численности населения муниципалитета по годам:
| 2005   | 2006   | 2007   | 2008   | 2009   | 2010   | 2011   | 2012   | 2013   | 2014   | 2015   |
| ------ | ------ | ------ | ------ | ------ | ------ | ------ | ------ | ------ | ------ | ------ |
| 17 614 | 17 864 | 18 114 | 18 345 | 18 574 | 18 800 | 19 018 | 19 239 | 19 463 | 19 681 | 19 907 |

Согласно данным переписи 2005 года мужчины составляли 50,7 % от населения Самаки, женщины — соответственно 49,3 %. В расовом отношении белые и метисы составляли 99,8 % от населения города; негры, мулаты и райсальцы — 0,2 %.
Уровень грамотности среди всего населения составлял 87,5 %.

## Экономика
64 % от общего числа городских и муниципальных предприятий составляют предприятия торговой сферы, 28,7 % — предприятия сферы обслуживания, 6,6 % — промышленные предприятия, 0,7 % — предприятия иных отраслей экономики.